# Hurl Beechum
Hurl Luther Beechum III (Des Moines, Iowa, 2 de mayo de 1973) es un exjugador de baloncesto profesional de nacionalidad estadounidense y con pasaporte alemán. Con 1,96 metros de altura podía jugar tanto en la posición de escolta como en la de alero.

## Trayectoria
Tras jugar un año en la NCAA estadounidense como integrante de la sección de baloncesto de la universidad de Iowa State, decidió irse a Europa donde se desarrollaría la totalidad de su carrera profesional jugando en distintos clubes de élite de países como Alemania, España o Grecia entre otros.
Llegó a ser internacional absoluto con la Selección alemana entre 2000 y 2001, con la que disputó un total de 13 encuentros.
En Bonn donde jugó hasta 2002 sigue siendo un ídolo, allí es donde explotó y donde está considerado uno de los mejores tiradores que han tenido. Tiene el récord en la Basketball Bundesliga de triples anotados en un partido y de triples totales en una temporada, con 12 en un partido y con 161 en total de la temporada.
En 2009 anunció su retirada del baloncesto profesional.

## Clubes
- 1995-97. NCAA. Iowa State.
- 1997-98. British Basketball League. Thames Valley.
- 1998-02. BBL. Telekom Baskets Bonn.
- 2002-03. ACB. Cáceres Club Baloncesto.
- 2003-04. ACB. Jabones Pardo Fuenlabrada.
- 2004-05. BBL. GHP Bamberg.
- 2006. BBL. Walter Tigers Tübingen.
- 2006. ACB. Grupo Capitol Valladolid.
- 2007. HEBA. Apollon Patras
- 2008. NBL. Geofin Nový Jičín
- 2008-09. NBL. BK Prostějov